# Maria Guramare
 (août 2016).
Maria Guramare, née le 20 septembre 2000 à Avignon (Vaucluse), est une joueuse française de basket-ball évoluant aux postes d'ailière forte et de pivot à Harvard.

## Biographie
Maria Guramare est la fille de Marin Gurămare, ancien troisième ligne centre de l'équipe de rugby de Roumanie.
Elle est successivement inscrite à l'école Notre-Dame du Sourire de Bédarrides, au collège Saint-Jean Baptiste de la Salle à Avignon, au lycée Émile-Zola d'Aix-en-Provence, au lycée Marcelin-Berthelot de Saint-Maur.
Maria commence le basket à 11 ans à l'US Avignon-le Pontet, puis à Entraigues. Après une année au CREPS d’Aix en Provence, à l'âge de 13 ans, elle rentre à l'INSEP où elle continue le basket et passe un bac S en parallèle, qu'elle obtient en 2016 à 15 ans, avec une "mention très bien".
Après les tests SAT et TOEFL et des entretiens aux États Unis, elle intègre l'université Harvard pour un cursus de quatre ans à partir de 2016-2017.
Durant l'été 2016, elle est sélectionnée pour participer au Championnat d'Europe féminin de basket-ball des moins de 16 ans avec l'Équipe de France qui se classe troisième et remporte la médaille de bronze.
Après sa première saison en NCAA, Maria rejoint l’équipe de France qui obtient la médaille de bronze au Championnat d’Europe U18.
Après avoir été diplômée, elle ne poursuit pas une carrière sportive professionnelle. En 2023, alors qu'elle a 23 ans, elle revient dans le monde du basket-ball pour mettre à profit ses compétences en mathématiques en intégrant l’équipe d‘analyse statistique des Celtics de Boston.

## Palmarès

### Sélection nationale
- Médaille de bronze au Championnat d'Europe des moins de 16 ans 2016[2]
- Médaille de bronze au Championnat d'Europe féminin des moins de 18 ans 2017[3]